# Jorge Palatsí Gallego
Jorge Palatsí Gallego (La Salzadella, Baix Maestrat, 18 de febrer del 1988) és un futbolista professional valencià que juga com a porter per la Cultural y Deportiva Leonesa.